# Revellín de San Ignacio
El revellín de San Ignacio es un revellín del siglo XVIII situada en la ciudad española de Ceuta.

## Descripción
Ocupa la parte central de la Plaza de Armas del Conjunto Monumental de las Murallas Reales.
Fue construido en el siglo XVIII, reformado por el arquitecto Juan Miguel Hernández León y desde 1999 sus salas acogen la sección de Bellas Artes del Museo de Ceuta y las exposiciones temporales.
El revellín es de planta triangular, con los flancos laterales rematados por cañoneras y en cuya puerta central se sitúa un escudo heráldico con las armas de la corona de España durante el reinado de Felipe V con una cartela cuya inscripción hace referencia a la campaña que realizó el ejército del Marqués de Lede en 1720, en la que obligó a los sitiadores a retirarse hasta la proximidades de Castillejos.
Su interior estaba formado por un naves abovedadas y rampas que subían hasta un relleno que constituían la plataforma superior desde donde la guarnición controlaba el campo exterior.